# Jonas Vildžiūnas
Jonas Vildžiūnas (ur. 29 września 1907 w powiecie wiłkomierskim w guberni kowieńskiej, zm. 1 listopada 1989 w Wilnie) – litewski działacz komunistyczny, funkcjonariusz radzieckich służb specjalnych, pułkownik.

## Życiorys
Urodził się w rodzinie chłopskiej. W 1920 skończył szkołę podstawową, później pracował w gospodarstwie ojca, w 1927 związał się z nielegalnym związkiem komunistycznej młodzieży. Aresztowany, od listopada 1927 do października 1928 przebywał w więzieniu w Wiłkomierzu. Po zwolnieniu ponownie pracował w gospodarstwie ojca.
W listopadzie 1928 wstąpił do Komunistycznej Partii Litwy. We wrześniu 1933 nielegalnie wyjechał do ZSRR, gdzie od września 1933 do czerwca 1934 uczył się w Międzynarodowej Szkole Kominternu i został instruktorem KC KPL. W czerwcu 1934 został aresztowany, później był więziony w Ucianie i Poniewieżu, po zwolnieniu od grudnia 1935 do grudnia 1936 był instruktorem KC KPL w Kownie. W grudniu 1936 został ponownie aresztowany i do czerwca 1940 przebywał w więzieniach w Kownie i Szawlach. 
Po zwolnieniu i aneksji Litwy przez ZSRR od czerwca do września 1940 był szefem okręgowego oddziału NKWD w Poniewieżu, następnie od września 1940 do marca 1941 szefem Miejskiego Oddziału NKWD w Wilnie, a od marca do czerwca 1941 szefem Miejskiego Oddziału NKGB w Wilnie. 
Po ataku Niemiec na ZSRR został ewakuowany i od czerwca do września 1941 pracował w NKGB i NKWD w m. Gorki, od września 1941 do września 1942 pracował w Wydziale 2 i w Zarządzie 4 NKWD ZSRR. 
20 kwietnia 1942 otrzymał stopień starszego porucznika bezpieczeństwa państwowego. 
Od września 1942 do lipca 1944 był dowódcą oddziału partyzanckiego na terytorium zajętych przez Niemców Białorusi i Litwy. 11 lutego 1943 awansował na majora bezpieczeństwa państwowego. Od lipca 1944 pracował w centrali NKGB Litewskiej SRR w Wilnie, od września 1944 do stycznia 1945 był sekretarzem komitetu partyjnego NKGB Litewskiej SRR, od stycznia 1945 do 28 czerwca 1947 był zastępcą ludowego komisarza/ministra bezpieczeństwa państwowego. 
7 września 1945 otrzymał stopień podpułkownika. 
W czerwcu 1947 został zwolniony ze służby w związku z przejściem do pracy w organach partyjnych, pełnił funkcję I sekretarza lenińskiego komitetu rejonowego Komunistycznej Partii (bolszewików) Litwy w Wilnie, później od marca do września 1951 był wiceministrem przemysłu lekkiego Litewskiej SRR, a od września 1951 do marca 1953 przewodniczącym Miejskiego Komitetu Wykonawczego Kowna. Od 8 maja do 7 października 1953 był ministrem spraw wewnętrznych Litewskiej SRR.
31 grudnia 1953 zwolniony ze służby w MWD, od 28 stycznia 1954 do grudnia 1968 był przewodniczącym Miejskiego Komitetu Wykonawczego Wilna. 
Był deputowanym do Rady Najwyższej ZSRR 4 kadencji.

## Odznaczenia
- Order Lenina (dwukrotnie, 5 listopada 1944 i 7 października 1965)
- Order Wojny Ojczyźnianej I klasy (11 marca 1985)
- Order Czerwonego Sztandaru Pracy (dwukrotnie, 20 lipca 1950 i 25 lipca 1971)
- Order Przyjaźni Narodów (28 września 1977)
- Order Czerwonej Gwiazdy (31 maja 1945)

i medale.